# Милан Фуст
Милан Фуст (мађ. Füst Milán; Будимпешта, 17. јул 1888 — 26. јул 1967) био је мађарски писац, песник и драмски писац.

## Биографија
Рођен је 17. јула 1888. у Будимпешти. Године 1908. упознао је писца Ерноа Освата и објавио своје прво дело у књижевној ревији Nyugat. Након студија права и економије у Будимпешти, постао је наставник у пословној школи. Године 1918. постао је директор академије Верешмарти, али је био принуђен да напусти положај 1921.
Године 1928. доживео је нервни слом који је узроковао шестомесечно лечење у санаторијуму у Баден-Бадену. Већ од 1904. године почео је да ради на свом дугом часопису. Међутим, велики део овог дела, који се односи на период 1944—1945, касније ће бити уништен.
Године 1947. постао је наставник у Високој школи ликовне уметности. Награду Кошут добио је 1948. године и био је кандидат за Нобелову награду 1965. Његов најпознатији роман A feleségem története (Прича о мојој жени) објављен је 1942. године.